# Pornhub
Pornhub — самый популярный порносайт, а также один из самых популярных сайтов вообще.
Был запущен в Монреале. С 2007 года сайт имеет офисы в Сан-Франциско, Хьюстоне, Новом Орлеане и Лондоне.
В марте 2010 года был куплен компанией Manwin (ныне — Aylo), владеющей многими другими порносайтами.
Сайт доступен на международном уровне, но был заблокирован некоторыми отдельными странами, такими как Индия, материковый Китай, Филиппины и Пакистан.
Сообщалось о видеороликах с изнасилованиями на хостинге Pornhub. Компанию критиковали за медленное или неадекватное реагирование на некоторые из этих инцидентов, включая хостинг громкого канала GirlsDoPorn, который был закрыт в 2019 году после судебного процесса и обвинений в секс-торговле. В 2020 году это привело к удалению миллионов видеозаписей.

## Блокировки
В 2011 году британский провайдер широкополосного доступа TalkTalk (ранее Tiscali) подвергся критике из-за того, что его интернет-фильтр не блокировал Pornhub более недели. Это было связано с проблемой безопасности детей в Интернете.
Газета Huffington Post сообщила, что в 2013 году американский канал «CBS (…) отказался транслировать короткую рекламу для сайта для взрослых Pornhub во время Суперкубка в воскресенье», потому что 20-секундный ролик, в котором изображена пожилая пара, просто сидящая на скамейке в парке, не имеет явного содержания. Федеральная комиссия по связи могла бы привлечь CBS к ответственности в случае одобрения видеоролика, поскольку обнародование контента, связанным с порнографией, на американском телевидении незаконно.
Веб-сайт был заблокирован «Золотым щитом» в Китае с сентября 2013 года.
В январе 2017 года правительство Филиппин заблокировало интернет-пользователям доступ к Pornhub и другим порнографическим сайтам. Веб-сайты были заблокированы в соответствии с Законом Республики 9775 или законом о борьбе с детской порнографией, который запрещает сайты, размещающие такую порнографию.
В октябре 2018 года Высокий суд Уттаракханда восстановил запрет на Pornhub в Индии, но разрешил интернет-провайдерам оставить сайты, свободные от детской порнографии, разблокированными. Чтобы обойти запрет, Pornhub создал зеркальный веб-сайт Pornhub.net.
В ноябре 2020 года правительство Таиланда заблокировало Pornhub наряду с другими порнографическими сайтами.

### Россия
12 марта 2014 года Pornhub был заблокирован в России, потому что одна актриса выглядела слишком молодой, что заставило некоторых зрителей подумать, что она несовершеннолетняя.
12 марта 2014 года один из множества языковых поддоменов сайта (русскоязычный) попал в Единый реестр запрещённых сайтов России из-за видео, в котором актриса выглядела «слишком молодо». Внесение в список было осуществлено согласно решению Роскомнадзора «16629-URL-on» от 12 декабря 2013 года.
13 сентября 2016 сайт был полностью заблокирован Роскомнадзором на всей территории России по решению Бутурлиновского районного суда Воронежской области в связи с тем, что «предусмотрен запрет на распространение информации об обороте порнографических материалов или предметов».
Сайт был восстановлен в апреле 2017 года после указания возраста пользователей. В реестре Роскомнадзора указано, что ведомство ограничивает доступ только к некоторым страницам Pornhub. В мае 2017 года на мероприятии СПИК-2017 представитель Роскомнадзора Вадим Ампелонский напомнил, что Pornhub обещал подарить сотрудникам ведомства премиум-аккаунты за снятие блокировки.
В июле 2017 года Pornhub ввёл для российских пользователей обязательную авторизацию через социальную сеть «ВКонтакте». По словам администрации ресурса, это было сделано для более надёжной проверки возраста посетителей сайта.
В июне 2022 года сайт «Pornhub» был заблокирован Роскомнадзором на территории России. Связано это было с новым запретом пропаганды ЛГБТ, который президент России Владимир Путин подписал 5 декабря 2022. Однако со временем данный сайт всё же был разблокирован.

## Особенности

### Реклама на платформе
На платформе Pornhub было осуществлено несколько рекламных кампаний, не связанных с товарами их секс-индустрии. Например, кейс компании Sales Machine по продаже квартир, который был удостоен награды WOW Awards 2020.
Рекламу на Pornhub’е также критиковали за её небезопасность.

### Искусственный интеллект
В 2017 году Pornhub внедрил искусственный интеллект, сортирующий видеоролики по параметрам. ИИ определяет актёров и актрис из имеющейся базы, их отличительные особенности вроде цвета кожи, волос и формы тела, а также секс-позы в фильме.

## Критика

### Участие несовершеннолетних и изнасилования
В начале декабря в газете The New York Times вышла статья о том, что Pornhub не контролирует свой контент в достаточной степени, позволяя загружать ролики с несовершеннолетними и насилием. В ответ администрация порносайта объявила 14 декабря, что заблокирует все видеоролики, загруженные неверифицированными пользователями.
Одновременно Mastercard и Visa запретили проводить платежи по своим картам на сайте Pornhub.
14 декабря 2020 года Pornhub удалил все видео непроверенных пользователей.
В результате количество видео сократилось с 13 до 4 миллионов.

### Вредоносная реклама
В 2014 году исследователь Конрад Лонгмор обнаружил, что реклама, размещаемая на сайтах, содержала вредоносные программы, которые устанавливают вредоносные файлы на компьютеры пользователей без их разрешения. Лонгмор рассказал BBC, что порнографические сайты Pornhub и XHamster представляют наибольшую угрозу.
В 2017 году охранная компания Proofpoint обнаружила вредоносную рекламу, размещенную на сайте, которая могла устанавливать программное обеспечение для переопределения на ПК пользователей. Рекламу продвигали на сайте больше года без вмешательства Pornhub.

## Награды и номинации
| Год  | Награда          | Результат | Категория                                                                          |
| ---- | ---------------- | --------- | ---------------------------------------------------------------------------------- |
| 2011 | YNOT Award       | Победа    | Лучший сайт-порнотьюб                                                              |
| 2013 | XBIZ Award       | Номинация | Мобильный сайт года                                                                |
| 2013 | YNOT Award       | Победа    | Лучший тьюб-сайт                                                                   |
| 2014 | XBIZ Award       | Номинация | Мобильный сайт года                                                                |
| 2014 | YNOT Award       | Победа    | Лучший глобальный порносайт                                                        |
| 2015 | XBIZ Award       | Номинация | Маркетинговая кампания года                                                        |
| 2016 | GFY Award        | Победа    | Лучшее контент-партнёрство                                                         |
| 2016 | XBIZ Award       | Номинация | Маркетинговая кампания года                                                        |
| 2016 | XBIZ Award       | Номинация | Маркетинговая кампания года — потребители (за CyberSkin Twerking Butt)             |
| 2017 | AVN Award        | Номинация | Лучшая маркетинговая кампания — индивидуальный проект (за Pornhub Diesel Campaign) |
| 2017 | LALExpo Award    | Победа    | Лучший тьюб-сайт                                                                   |
| 2018 | AW Award         | Победа    | Глобальная компания года                                                           |
| 2018 | LALExpo Award    | Победа    | Лучший тьюб-сайт                                                                   |
| 2018 | NightMoves Award | Победа    | Вебкам-компания года (выбор поклонников)                                           |
| 2018 | XCritic Award    | Номинация | Лучший веб-сайт с членской подпиской                                               |
| 2019 | LALExpo Award    | Победа    | Лучший тьюб-сайт                                                                   |
| 2019 | NightMoves Award | Победа    | Вебкам-компания года (выбор редакции)                                              |
| 2020 | GFY Award        | Победа    | Лучшая программа контент-партнёрства                                               |
| 2020 | LALExpo Award    | Победа    | Зал славы                                                                          |
| 2021 | Fleshbot Award   | Победа    | Лучший бесплатный сайт                                                             |
| 2021 | Fleshbot Award   | Победа    | Лучший глобальный бренд                                                            |
| 2021 | GFY Award        | Победа    | Лучший издатель                                                                    |
| 2021 | YNOT Award       | Номинация | Лучший порнобренд                                                                  |

### Pornhub Awards
С 2018 года Pornhub вручает награды в области порноиндустрии — Pornhub Awards.